# Paulo Gazzaniga
Paulo Dino Gazzaniga (sinh ngày 2 tháng 1 năm 1992) là một cầu thủ bóng đá chuyên nghiệp người Argentina hiện đang thi đấu ở vị trí thủ môn cho câu lạc bộ EFL Championship Fulham và đội tuyển quốc gia Argentina.

## Tuổi thơ
Gazzaniga sinh ra ở Murphy, Santa Fe, một thị trấn nhỏ ở Argentina, đó cũng là nơi huấn luyện viên của anh tại Tottenham Hotspur Mauricio Pochettino được sinh ra. Cha anh là Daniel Gazzaniga, một cầu thủ bóng đá, cũng như anh trai Gianfranco của anh, người đang là thủ môn cho SD Ponferradina. Gazzaniga học tại trường công lập duy nhất và một trường cao đẳng thứ cấp ở Murphy. Anh chơi cho đội bóng đá của Centro Recreativo Unión y Cultura ở Murphy với vị trí là một thủ môn.

## Sự nghiệp câu lạc bộ

### Gillingham
Vào năm 2007, khi anh 15 tuổi, Gazzaniga rời đội bóng quê hương Unión y Cultura cùng với anh trai và cha anh đến Tây Ban Nha, nơi anh gia nhập đội trẻ của câu lạc bộ Tây Ban Nha Valencia. Tuy nhiên, anh đã không được qua được kì thi tuyển của "Bầy Dơi'', và sau đó phải ra đi vào tháng 5 năm 2011.
Vào tháng 7 năm 2011, Gazzaniga đã ký hợp đồng hai năm với câu lạc bộ ở Giải Hạng Hai nước Anh là Gillingham, và anh đã ngay lập tức cạnh tranh với  Ross Flitney cho vị trí người gác đền số một. Gazzaniga được tuyển trạch viên của Wigan Athletic Gary Penrice tiến cử cho HLV Gillingham Andy Hessenthaler, sau khi anh rời Valencia. Anh ra mắt cho câu lạc bộ vào ngày 4 tháng 10, trong trận thua 1-3 trước Barnet.

### Southampton
Ngày 20 tháng 7 năm 2012, Gazzaniga đã ký một hợp đồng bốn năm với đội bắng mới thăng hạng Ngoại Hạng Anh Southampton, với Tommy Forecast được cho Gillingham mượn như là một phần của thỏa thuận này. Anh nói "nó thật điên rồ" nhưng nó giống như "một giấc mơ".
Gazzaniga ra mắt clb vào ngày 28 tháng 8 trong chiến thắng 4-1 trước Stevenage ở vòng hai Cup Liên đoàn. Anh ra mắt giải Ngoại Hạng gần một tháng sau, vào ngày 22 tháng 9 trong chiến thắng 4-1 trước Aston Villa.
Nhưng Gazzaniga đã dần dần mất đi vị trí bởi sự hiện diện của Kelvin Davis, Artur Boruc và Fraser Forster, và anh chỉ được ra sân 2 lần trong mùa giải 2014-15.
Anh có hai lần ra sân ở Premier League mùa 2015-16, trong trận thua 0-1 trước Crystal Palace và trận thua 0-2 trước Tottenham Hotspur, cả hai trận đấu đều diễn ra vào tháng 12 năm 2015. Anh đã ký một hợp đồng mới bốn năm mới với Southampton vào ngày 11 tháng 9 năm 2015. 

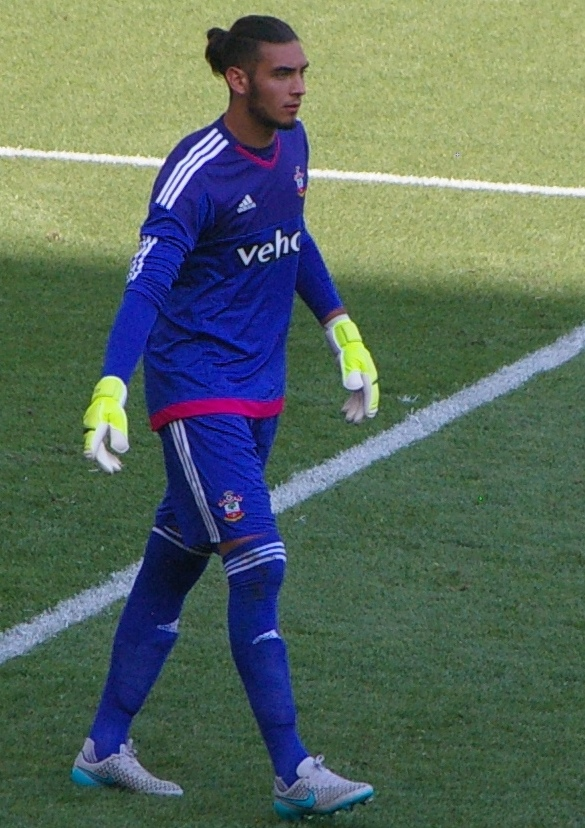
Gazzaniga bắt cho Southapton năm 2015

Vào ngày 29 tháng 7 năm 2016, Gazzaniga đã gia nhập câu lạc bộ Rayo Vallecano theo dạng cho mượn trước khi mùa giải 2016-17 khởi tranh.

### Tottenham Hotspur
Vào ngày 23 tháng 8 năm 2017, Gazzaniga đã ký hợp đồng 5 năm với Tottenham Hotspur. Anh được hội ngộ với huấn luyện viên đồng hương của mình và cựu huấn luyện viên của Southampton, Mauricio Pochettino. Anh ra mắt câu lạc bộ mới vào ngày 5 tháng 11 năm 2017, trong chiến thắng 1-0 trước Crystal Palace và đã có màn trình diễn rất ấn tượng.  Pochettino nói rằng Gazzaniga đã thể hiện "cực kỳ tuyệt vời" trong màn ra mắt này.
Vào năm 2018-19 sau khi bắt chính cho Tottenham ở các trận đấu ở Ngoại Hạng Anh với Brighton & Hove Albion và Huddersfield Town, tại EFL Cup trong các trận đấu với Watford và West Ham United và trận đấu ở UEFA Champions League với PSV, anh đã có được cuộc gọi vào đội tuyển quốc gia Argentina đầu tiên.  Anh trở thành thủ môn số hai cho Tottenham mùa 2018-19 và 2019-20 và chơi rất hay mỗi khi anh được trao cơ hội thay Lloris.

## Sự nghiệp Quốc tế
Gazzaniga ra sân cho đội tuyển Argentina lần đầu tiên vào ngày 20 tháng 11 năm 2018, anh vào sân để thay cho Gerónimo Rulli ở phút 59 trong trận giao hữu với Mexico, và giúp giữ sạch lưới trong chiến thắng 2-0 cho Argentina.

## Thống kê sự nghiệp

### Câu lạc bộ
Kể từ trận đấu diễn ra vào ngày 27 tháng 10 năm 2019
| Câu lạc bộ               | Mùa giải            | Giải đấu            | Giải đấu | Giải đấu | Cúp quốc gia | Cúp quốc gia | Cúp Liên đoàn | Cúp Liên đoàn | Khác | Khác | Tổng cộng | Tổng cộng |
| Câu lạc bộ               | Mùa giải            | Hạng                | Trận     | Bàn      | Trận         | Bàn          | Trận          | Bàn           | Trận | Bàn  | Trận      | Bàn       |
| ------------------------ | ------------------- | ------------------- | -------- | -------- | ------------ | ------------ | ------------- | ------------- | ---- | ---- | --------- | --------- |
| Gillingham               | 2011-12             | League Two          | 20       | 0        | 1            | 0            | 0             | 0             | 1    | 0    | 22        | 0         |
| Southampton              | 2012-13             | Premier League      | 9        | 0        | 0            | 0            | 2             | 0             | -    | -    | 11        | 0         |
| Southampton              | 2013-14             | Premier League      | 8        | 0        | 0            | 0            | 0             | 0             | -    | -    | 8         | 0         |
| Southampton              | 2014-15             | Premier League      | 2        | 0        | 0            | 0            | 0             | 0             | -    | -    | 2         | 0         |
| Southampton              | 2015-16             | Premier League      | 2        | 0        | 0            | 0            | 0             | 0             | -    | -    | 2         | 0         |
| Southampton              | 2016-17             | Premier League      | 0        | 0        | -            | -            | -             | -             | -    | -    | 0         | 0         |
| Southampton              | Toàn bộ             | Toàn bộ             | 21       | 0        | 0            | 0            | 2             | 0             | -    | -    | 23        | 0         |
| Rayo Vallecano (cho vay) | 2016-17             | Segunda División    | 32       | 0        | 2            | 0            | -             | -             | -    | -    | 34        | 0         |
| Tottenham Hotspur        | 2017-18             | Premier League      | 1        | 0        | 0            | 0            | 0             | 0             | 0    | 0    | 1         | 0         |
| Tottenham Hotspur        | 2018-19             | Premier League      | 3        | 0        | 2            | 0            | 5             | 0             | 1    | 0    | 11        | 0         |
| Tottenham Hotspur        | 2019-20             | Premier League      | 4        | 0        | 0            | 0            | 1             | 0             | 1    | 0    | 6         | 0         |
| Tottenham Hotspur        | Tổng cộng           | Tổng cộng           | 8        | 0        | 2            | 0            | 6             | 0             | 2    | 0    | 18        | 0         |
| Tổng cộng sự nghiệp      | Tổng cộng sự nghiệp | Tổng cộng sự nghiệp | 81       | 0        | 5            | 0            | 8             | 0             | 2    | 0    | 97        | 0         |

### Quốc tế
Kể từ trận đấu diễn ra vào ngày 20 tháng 11 năm 2018
| Đội tuyển quốc gia | Năm       | Trận | Bàn |
| ------------------ | --------- | ---- | --- |
| Argentina          | 2018      | 1    | 0   |
| Tổng cộng          | Tổng cộng | 1    | 0   |

## Danh hiệu
Southampton
- U21 Premier League Cup: 2014–15[4]

Tottenham Hotspur
- Á quân UEFA Champions League: 2018-19[5]